# Јоханесберг (Баварска)
Јоханесберг (њем. Johannesberg) општина је у њемачкој савезној држави Баварска. Једно је од 32 општинска средишта округа Ашафенбург. Према процјени из 2010. у општини је живјело 3.861 становника. Посједује регионалну шифру (AGS) 9671133.

## Географски и демографски подаци
Јоханесберг се налази у савезној држави Баварска у округу Ашафенбург. Општина се налази на надморској висини од 372 метра. Површина општине износи 13,6 km². У самом мјесту је, према процјени из 2010. године, живјело 3.861 становника. Просјечна густина становништва износи 283 становника/km².

## Међународна сарадња
| Мјесто | Држава    | Врста сарадње | Од    |
| ------ | --------- | ------------- | ----- |
|        | Француска | партнерство   | 1990. |
|        | Француска | партнерство   | 1990. |
| Авне   | Француска | партнерство   | 1990. |
|        | Француска | партнерство   | 1990. |
|        | Француска | партнерство   | 1990. |
|        | Француска | партнерство   | 1996. |
|        | Француска | партнерство   | 1990. |
|        | Француска | партнерство   | 1990. |
|        | Француска | партнерство   | 1990. |
| Извор  |           |               |       |